# Kinobox
Kinobox este o platformă multimedia cehă care oferă informații despre filme, emisiuni de televiziune, seriale TV, actori, actrițe și membri ai echipelor de producție. Pe site-ul Kinobox, vizitatorul va găsi o bază de date extinsă cu lucrări audiovizuale și creatorii acestora, o revistă online de film, un motor de căutare care oferă informații despre gama de servicii de streaming și o bibliotecă video în care sunt disponibile trailere, filme gratuite și producții video originale.
După înregistrarea pe website, utilizatorul poate evalua lucrările individuale din baza de date, poate adăuga comentarii și poate participa la discuții. Sunt acordate automat puncte pentru fiecare activitate, ceea ce crește vizibilitatea pe website. Punctele contribuie atât la o mai mare vizibilitate a comentariilor utilizatorului, cât și, în același timp, la o mai mare influență a utilizatorului în comunitate.

## Istorie

### Emisiune TV
În 1993, revista TV Kinobox, concentrată pe știri interne și străine din lumea filmului, a început să fie difuzată pe postul ČT1. Creatorul și antreprenorul Petr Vachler, fondatorul Academiei Cehe de Film și de Televiziune și al Premiilor Leul Ceh, s-a aflat în spatele creării acestui program. Revista informativă și de comedie a fost prezentată de Miloš Kohout⁠(d), Roman Holý⁠(d) și Petr Čtvrtníček⁠(d).  În decembrie 2008 a fost difuzat ultimul episod al programului Kinobox. 

### ČFN
În 1995, doi studenți de la Universitatea Tehnică din Ostrava, Radek Vetešník și Petr Herudek, și-au lansat propria bază de date de filme. De-a lungul anilor, proiectul original al studenților a fost transformat în baza de date a filmelor České filmové nebe (ČFN), al cărei conținut s-a concentrat în primul rând pe informații despre cinematografia cehă și slovacă. 

### Kinobox.cz
În 2009, a fost dezvăluit că Petr Vachler a cumpărat baza de date ČFN cu scopul de a crea un website cuprinzător de film care să combine baza de date cu informații despre televiziunea pe internet și un server de știri.  
Baza de date a fost ulterior fuzionată cu marca media Kinobox, asupra căreia Petr Vachler deținea drepturile de autor. În 2010, a fost lansat oficial noul portal de film Kinobox.cz.
În mai 2020, Petr Vachler a vândut portalul web Kinobox.cz companiei cehe de tehnologie Livesport, deținută de omul de afaceri Martin Hájk.  Radim Horák a fost desemnat director. La 29 martie 2023, a fost lansat noul aspect al platformei. Trei luni mai târziu, pe platformă a fost lansată o secțiune VOD⁠(d), care oferă gratuit sute de filme pentru vizionare.  La sfârșitul lunii iunie 2023, platformei i-a fost adăugată o funcție de inteligență artificială, care calculează care va fi aprecierea așteptată pentru cele mai noi filme și seriale. 
În toamna anului 2023, Kinobox a lansat propria aplicație pentru iOS și Android, care transferă funcțiile website-ului pe un telefon mobil și oferă posibilitatea de notificări.  În noiembrie 2023, Kinobox s-a clasat pe locul 6 în categoria „Website-uri interesante” în competiția Křišťálová Lupa. 
Fiecare utilizator este recompensat pentru activitatea sa folosind un sistem de notare predeterminat. Punctele contribuie atât la o mai mare vizibilitate a comentariilor utilizatorului, cât și, în același timp, la o mai mare influență a utilizatorului în comunitate.